# Raionul Sumî, Sumî
Sumî (în ucraineană Сумський район, transliterat: Sumskîi raion) este un raion în regiunea Sumî, Ucraina. Are reședința la Sumî.
Are o suprafață de 6.499,4 km². Populația este de 449.400 locuitori, determinată în 2020.